# Фурн ан Веп
Фурн ан Веп (фр. Fournes-en-Weppes) насеље је и општина у североисточној Француској у региону Север-Па д Кале, у департману Север која припада префектури Лил.
По подацима из 2011. године у општини је живело 2105 становника, а густина насељености је износила 256,08 становника/km². Општина се простире на површини од 8,22 km². Налази се на средњој надморској висини од 43 метара (максималној 43 m, а минималној 26 m).

## Демографија
| 1962. | 1968. | 1975. | 1982. | 1990. | 1999. | 2011. |
| ----- | ----- | ----- | ----- | ----- | ----- | ----- |
| 1.409 | 1.455 | 1.394 | 1.740 | 1.925 | 2.009 | 2.105 |

График промене броја становника у току последњих година